# TLC (Band)
TLC (Abkürzung für T-Boz, Left Eye and Chilli bzw. Tender Loving Care) war ein US-amerikanisches R&B- und Hip-Hop-Trio aus Atlanta, das 1991 unter dem Namen 2nd Nature von Tionne „T-Boz“ Watkins, Lisa „Left Eye“ Lopes und Crystal Jones gegründet wurde und bislang über 85 Millionen Tonträger verkaufte. Mit dem Managementwechsel zu Perri „Pebbles“ Reid und ihrem eigenen Musikvertrieb benannte sich das Trio in „TLC“ um. Einhergehend mit der Unterzeichnung des Plattenvertrages wurde Crystal Jones von Rozonda „Chilli“ Thomas ersetzt.

## Bandgeschichte

### Schneller Erfolg und negative Schlagzeilen
Gegründet wurde das Trio 1991 in Decatur, Georgia, nahe Atlanta. Der Name TLC stand ursprünglich für die Vornamen der Bandmitglieder (Tionne, Lisa, Crystal). Nach dem Ausscheiden von Crystal Jones wurde der Name entweder auf die Spitznamen der nunmehrigen Bandmitglieder bezogen (T-Boz, Left Eye, Chilli) oder als Akronym von Tender Loving Care (engl. für „Streicheleinheiten“) gedeutet. Das von L.A. Reid und Babyface kurz vorher gegründete Label LaFace Records nahm sie unter Vertrag.
Ihr Debütalbum Ooooooohhh... On the TLC Tip wurde im Februar 1992 veröffentlicht. Innerhalb kürzester Zeit wurde es mit den Singles Ain't 2 Proud 2 Beg, What About Your Friends, Hat 2 Da Back, und Baby, Baby, Baby zu einem Überraschungserfolg. Der Song Waterfalls wurde zu ihrem größten Hit und katapultierte das zweite Album des Trios, CrazySexyCool vom November 1994, weltweit in die vorderen Chartpositionen. Mit den weiteren Hits Red Light Special, Creep und Diggin’ on You machte es TLC endgültig zu Mega-Stars; allein in den Vereinigten Staaten wurden elf Millionen Exemplare des Albums abgesetzt, das somit Diamant-Status erlangte.
Lopes hatte unter Alkoholeinfluss kurz vor Veröffentlichung des Albums in Wut Sportschuhe ihres als Profisportler bekannten Freundes angezündet und dadurch ein Großfeuer ausgelöst, das sein Anwesen niederbrannte. Ihr Strafmaß lautete fünf Jahre auf Bewährung, verbunden mit einer Entziehungskur. Von den 75 Millionen US-Dollar, die die Albumverkäufe eingebracht hatten, sahen die drei Frauen nur jeweils 50.000. Der zur Rede gestellte L.A. Reid verwies auf das Mutterlabel Arista Records. Bei einem Sturm auf den Arista-Direktionssitz raffte die aus TLC und Lopes’ U-Haft-Zellengenossinnen bestehende Meute alles zusammen, was mit TLC zu tun hatte. Arista-Chef Clive Davis rief nicht die Polizei und versprach zudem die Auszahlung eines weiteren Anteils.
Dennoch erklärte die Gruppe 1995 den Bankrott. Sie gab an, überschuldet zu sein. Sie habe einen zu geringen Prozentsatz am Verkauf erhalten und davon noch Studiokosten, einen Videodreh und ihre Garderobe bezahlen müssen. Hinzu seien enorme Schadensersatzleistungen infolge der Brandstiftung gekommen. Zunächst ging es noch 1995 mit Boyz II Men auf Tournee. Tionne Watkins war beeinträchtigt, und es wurde bekannt, dass sie seit ihrer Kindheit an Sichelzellenanämie leidet. LaFace vermutete hinter dem Offenbarungseid die Vorgehensweise einer „künstlerischen Bankrotterklärung“, die schon Run DMC, Silk und andere zwecks Vertragsauflösung vorexerziert hatten. Während das Label wetterte, es handele sich um eine Täuschung, und auf den „extravaganten Lebensstil“ des Trios verwies, wertete die Öffentlichkeit einen über acht Alben abgeschlossenen – üblichen, aber ohne Erfolgszulage-Passus ausgestatteten – Vertrag mit achtprozentigem Tantiemenanteil als Knebelvertrag. Die Rechtslage war eindeutig, denn „[w]er in den Staaten den Offenbarungseid leistet, kommt in der Regel problemlos aus bestehenden Verträgen heraus und hat somit die Chance, bessere Vertragsbedingungen auszuhandeln“. Tatsächlich wurde der Vertrag im April 1996 von einem Konkursgericht aufgehoben. Bis November 1996 dauerten die sich anschließenden Verhandlungen zwischen den Verfahrensbeteiligten, über die Stillschweigen vereinbart wurde.

### Letzte Erfolge und weitere negative Schlagzeilen
Nachdem das Jahr 1996 der Gruppe die Ordnung ihrer Finanzen gebracht hatte, konnte sie sich 1997, ausgestattet mit einem besser konditionierten Vertrag bei LaFace, wieder der Musik zuwenden. Sie verschliss zunächst einige Manager, fand dann aber in Bill Diggins (Billy Idol, Johnny Rotten, Björk) den geeigneten Mann. Er führte die Routine wöchentlicher Finanzberichte ein. Überschattet wurde der Studioaufenthalt im Sommer 1997 von der öffentlichen Anprangerung ihres Produzenten Dallas Austin, weil dieser ein unverschämt hohes Honorar verlangte. Pikant war dabei, dass Thomas einen Sohn mit ihm hat. Daraufhin legte die Gruppe die Arbeit am neuen Album auf unbestimmte Zeit nieder und die einzelnen Mitglieder verfolgten fürs Erste eigene spartenübergreifende Pläne. Erst durch die riesige Menge an Post, in der die Fans TLC baten, weiterzumachen, wurden sie inspiriert, und Anfang 1999 konnte dann das nächste Album FanMail erscheinen. Auch dieses wurde schnell ein großer Erfolg, nicht zuletzt wegen der beiden Nummer-eins-Singles No Scrubs und Unpretty.
Ende des Jahres 1999, und zwar vor einem Tourbeginn, gab es Schlagzeilen verursachende gruppeninterne Auseinandersetzungen. Watkins und Thomas kritisierten Lopes, weil diese sich ihrer Meinung nach in den Vordergrund drängen wollte. Lopes konterte in aller Öffentlichkeit, jeder sollte ein Soloalbum aufnehmen, damit man vergleichen könne, wer das wahre Talent habe. Die Tournee wurde absolviert. Im Januar 2001 wurde tatsächlich eine Pause für diesmal rein musikalische Soloaktivitäten eingelegt. Sobald sie abgeschlossen und alle Streitereien (auch mit Austin) beiseitegelegt waren, fanden sie sich wieder gemeinsam im Studio ein. Doch mussten die Arbeiten ein weiteres Mal unterbrochen werden, da bei Watkins eine Gesundheitsverschlechterung eintrat. Am 25. April 2002 kam Lopes bei einem Verkehrsunfall in Honduras ums Leben. Thomas und Watkins erklärten darauf, dass das begonnene Album dennoch fertiggestellt werden würde. Es erschien im November 2002 unter dem Titel 3D. Trotz Doppelplatin konnte man von einer enttäuschenden Absatzzahl sprechen. 2003 erklärten Watkins und Thomas das Aus von TLC – ein letztes Konzert wurde für Juni angekündigt. Umgesetzt wurde es dergestalt, dass die beiden Sängerinnen auf der Bühne standen und Lopes’ Rap-Parts per Video-Projektion zugespielt wurden. Vom zum Karriereende erschienenen Greatest-Hits-Album Now and Forever wurden nur noch 20.000 Exemplare verkauft.

### Anknüpfversuche an vergangene Erfolge
Bald änderte das verbliebene Duo jedoch seine Meinung, die im November 2004 publik gemacht wurde. 2005 starteten die beiden die Reality Show R U the Girl with T-Boz and Chilli, in der sie jemanden suchten, der Lopes für einige Lieder ersetzen, aber kein reguläres Mitglied werden sollte. Am 20. September gewann Tiffany „O’so Krispie“ Baker die Show. I Bet, ihr erstes Lied mit TLC, stand schon am darauffolgenden Tag im Internet, stieg allerdings nicht in die Charts ein.
2009 waren Watkins und Thomas wieder als TLC unterwegs. Im Oktober 2013 wurde die Anthologie 20 veröffentlicht. Anfang 2015 startete eine Geldsammelaktion, um ein fünftes und angeblich wirklich letztes Album aufnehmen zu können. Die Idee dazu sei im Nachgang zu der vom Musikkanal VH1 produzierten Band-Dokumentation CrazySexyCool entstanden, da sie noch einmal die Aufmerksamkeit auf TLC hatte lenken können und viele Fans ohnehin über die Jahre immer mal wieder nachgefragt hatten, ob noch etwas Neues zu erwarten sei. Zu ihren einträglichen Zeiten hatte sich TLC selbst für wohltätige Zwecke zur Verfügung gestellt: Das Engagement gegen AIDS, die Unterstützung von Kindern mit der seltenen Krankheit Lupus erythematodes, die Hilfe für die Sichelzellen-Leidensgenossen von Watkins. Darüber hinaus hatte Lopes ein Mädchen adoptiert, das 2002 von Lopes’ Familie aufgenommen wurde.
2015 starteten Watkins und Thomas eine Crowdfunding-Kampagne auf der Plattform Kickstarter, um ein neues TLC-Album finanzieren zu können. Die Kampagne endete erfolgreich mit einem Erlös von über 430.000 Dollar. Das schlicht TLC betitelte Album erschien am 30. Juni 2017 und wurde im Herbst 2017 von einer Welttournee begleitet.

## Stil
Bei AllMusic reihen sich im Bemühen die Musik zu beschreiben einmal die Stile Pop, Hip-Hop und Soul („urban soul“) aneinander, an anderer Stelle Contemporary R&B, Pop, und die Mischform New Jack Swing. Laut.de verwendet die Begriffe Hip-Hop, Rap, Pop und Soul für die Spezifizierung der TLC-Lieder. Im biografischen Porträt von Tionne „T-Boz“ Watkins fallen die Begriffe R&B, Funk und Rap. Musikexpress-Rezensent Marcel Anders verzichtete in seinem TLC-Schaffens-Rückblick auf Stil-Bezeichnungen und beschrieb das Erfolgsrezept als aus „eingängige[n] Ohrwürmer[n], frontale[n] Beats und frivole[n] Lyrics“ bestehend.
Für den Gesang waren Watkins und Thomas zuständig. Lopes dagegen für die Raps, in denen sich ihre freche und kompromisslose Art ausdrückten, womit sie maßgeblich das Bild eines starken, eigenwilligen, selbstbewussten Frauentrios prägte. Watkins habe eine unverwechselbar raue Stimme beigetragen, während von Thomas eine glatte Stimme ausging. Letztere brachte außerdem ihre Erfahrung als ehemalige Tänzerin mit ein, heißt es in den Biografien auf biography.com.

## Diskografie
Studioalben

| Jahr | Titel Musiklabel                                    | Höchstplatzierung, Gesamtwochen, AuszeichnungChartplatzierungen (Jahr, Titel, Musiklabel, Platzierungen, Wochen, Auszeichnungen, Anmerkungen) | Höchstplatzierung, Gesamtwochen, AuszeichnungChartplatzierungen (Jahr, Titel, Musiklabel, Platzierungen, Wochen, Auszeichnungen, Anmerkungen) | Höchstplatzierung, Gesamtwochen, AuszeichnungChartplatzierungen (Jahr, Titel, Musiklabel, Platzierungen, Wochen, Auszeichnungen, Anmerkungen) | Höchstplatzierung, Gesamtwochen, AuszeichnungChartplatzierungen (Jahr, Titel, Musiklabel, Platzierungen, Wochen, Auszeichnungen, Anmerkungen) | Höchstplatzierung, Gesamtwochen, AuszeichnungChartplatzierungen (Jahr, Titel, Musiklabel, Platzierungen, Wochen, Auszeichnungen, Anmerkungen) | Anmerkungen                                                    |
| Jahr | Titel Musiklabel                                    | DE | AT | CH | UK | US | Anmerkungen                                                    |
| ---- | --------------------------------------------------- | --- | --- | --- | --- | --- | -------------------------------------------------------------- |
| 1992 | Ooooooohhh... On the TLC Tip LaFace Records (BMG)   | — | — | — | — | US14 ×4Vierfachplatin · (73 Wo.)US | Erstveröffentlichung: 25. Februar 1992 Verkäufe: + 6.000.000   |
| 1994 | CrazySexyCool Arista Records • LaFace Records (BMG) | DE4 (50 Wo.)DE | AT16 Gold · (16 Wo.)AT | CH10 (24 Wo.)CH | UK4 Platin · (52 Wo.)UK | US3 ×2Diamant + Doppelplatin · (119 Wo.)US | Erstveröffentlichung: 15. November 1994 Verkäufe: + 23.000.000 |
| 1999 | FanMail Arista Records • LaFace Records (BMG)       | DE7 (45 Wo.)DE | AT17 (20 Wo.)AT | CH11 Gold · (37 Wo.)CH | UK7 Platin · (59 Wo.)UK | US1 ×6Sechsfachplatin · (64 Wo.)US | Erstveröffentlichung: 22. Februar 1999 Verkäufe: + 10.000.000  |
| 2002 | 3D Arista Records • LaFace Records (BMG)            | DE46 (2 Wo.)DE | — | CH47 (8 Wo.)CH | UK45 (2 Wo.)UK | US6 Platin · (20 Wo.)US | Erstveröffentlichung: 17. September 2002 Verkäufe: + 2.000.000 |
| 2017 | TLC 852 Musiq (RED)                                 | DE81 (1 Wo.)DE | — | — | UK40 (1 Wo.)UK | US38 (1 Wo.)US | Erstveröffentlichung: 30. Juni 2017 Verkäufe: + 12.000         |